# Porcellio klaptoczi
Porcellio klaptoczi är en kräftdjursart som beskrevs av Karl Wilhelm Verhoeff1908. Porcellio klaptoczi ingår i släktet Porcellio och familjen Porcellionidae. Inga underarter finns listade i Catalogue of Life.